# Мошон (комитат)
Мошон (венг. Moson; нем. Wieselburg) — исторический комитат в западной части Венгерского королевства, расположенный между озером Нойзидлер-зее и южным берегом Дуная. В настоящее время эта территория разделена между тремя государствами: восточная часть относится к медье Дьёр-Мошон-Шопрон Венгерской республики, западная — к федеральной земле Бургенланд Австрии, а небольшая область к югу от современной Братиславы — к Братиславскому краю Словацкой республики. Административным центром комитата первоначально был город Мошон, однако ещё в средневековье официальные органы были переведены в город Мадьяровар. С 1939 года оба эти города образуют один — Мошонмадьяровар.
В дореволюционной русской исторической литературе обычно использовалось немецкое название комитата — Визельбургский комитат.

## География
Мошон лежит в северо-западной части Кишальфёльда — Малой Венгерской низменности и бо́льшая часть территории комитата представляла собой плоскую равнину. Лишь на крайнем северо-западе местность повышалась, переходя в Лейтские горы — связующее звено между Карпатской и Альпийской горными системами. Северную и северо-восточную границу комитата образовывал Дунай со своими многочисленными рукавами и протоками (крупнейшая из которых — Мошонский Дунай). Вдоль южной границы Мошона протекала река Раба, причём значительная территория по обоим её берегам была сильно заболочена. На западе территория комитата упиралась в крупное озеро Нойзидлер-зее (Фертё), в настоящее время частично располагающееся на территории Австрийской республики. На северо-западе граница с наследственными австрийскими владениями проходила по реке Лейта, которая в нижнем течении поворачивала на юго-восток и, протекая по территории комитата, впадала в Мошонский Дунай у Мадьяровара. Общая площадь комитата составляла 2 013 км² (по состоянию на 1910 г.). Мошон граничил с венгерскими комитатами Пожонь, Дьёр и Шопрон, а также с австрийской коронной землёй Нижняя Австрия.
В сельском хозяйстве комитата главную роль играло выращивание пшеницы и виноградарство. Обилие рек и озёр создавало благоприятные возможности для рыболовства. Промышленные предприятия Мошона занимались, главным образом, производством селитры и переработкой продукции сельского хозяйства.

## История

Герб комитата Мошонь

Мошон был одним из первых венгерских комитатов, образованных в начале XI века королём Иштваном I Святым. Мошонский комитат был одним из важнейших в системе обороны раннесредневековой Венгрии от немецких вторжений. Однако немцы стали расселяться на этой территории ещё в X веке, основывая города и торговые местечки. В середине XIII века Мошон впервые был заложен австрийскому герцогу, оставаясь при этом в составе Венгерского королевства. В середине XV века австрийцы захватили этот регион и вновь добились передачи им части Мошона на правах залога. Даже после возвращения под управление венгерских королей немецкая колонизация этих земель не прекратилась. В XVI веке сюда стали стекаться немецкие протестанты, спасавшиеся от Контрреформации, начавшейся в австрийских землях.
После поражения Австро-Венгрии в Первой мировой войне и её распада в 1918 г. немецкоязычное большинство населения комитата Мошон выступило за присоединение этой территории к Австрии. По условиям Сен-Жерменского договора 1919 г. и Трианонского договора 1920 гг. западная треть комитата с городами Брук-на-Лейте, Нойзидл-ам-Зее (Нежидер), Фрауенкирхен (Болдогашсонь) и Парндорф была передана Австрийской республике и вошла в состав федеральной земли Бургенланд. Восток и центр комитата остались в составе Венгрии и были включены в состав медье Дьёр-Мошон-Пожонь. В 1950 г. эта административная единица была объединена с венгерской территорией бывшего комитата Шопрон, образовав медье Дьёр-Шопрон. В начале 1990-х это медье было переименовано и в настоящее время носит название Дьёр-Мошон-Шопрон.

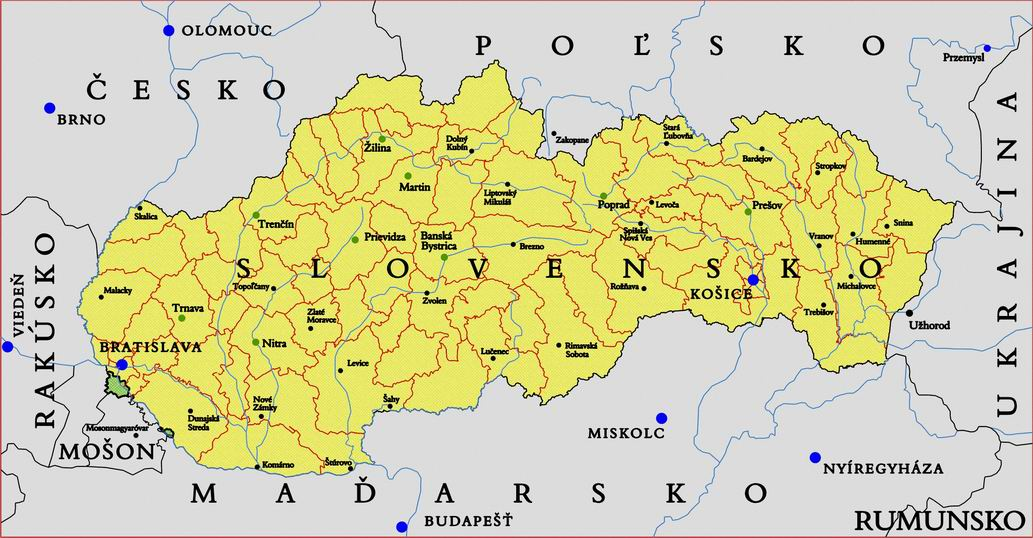
Словацкая часть комитата Мошон на карте Словакии

Помимо раздела в 1918—1920 гг. территории Мошона между Австрией и Венгрией, ещё одна небольшая часть бывшего комитата — всего несколько десятков квадратных километров — на левом берегу Дуная с деревней Бака отошла Чехословакии. Эта область была включена в состав Комарненской жупы Чехословацкой республики, а в 1923 г. передана Братиславской жупе (позднее — Братиславский край). После Второй мировой войны в 1947 г. Венгрия передала Чехословакии дополнительно ещё несколько деревень, теперь уже на правом берегу Дуная, чуть южнее Братиславы: Яровце (Хрватски Яндроф), Русовце (Оросвар) и Чуново (Дуначунь), населённые по преимуществу хорватами. Это произошло по просьбе чехословацкой стороны, сооружавшей братиславский порт. В настоящее время эти три населённых пункта входят в состав округа Братислава V Братиславского края Словацкой республики.

## Население
Согласно переписи 1910 г. на территории комитата Мошон проживало 94 479 жителей, чей этнический состав распределялся следующим образом:
- немцы: 51 997 чел. (55 %);
- венгры: 33 006 чел. (35 %);
- хорваты: 8 123 чел. (8,6 %).

Относительно большая хорватская диаспора в комитате возникла в XVI веке, когда в северную и северо-западную часть Мошона переселились несколько тысяч хорватов, бежавших от турецких вторжений. Мошонские хорваты на протяжении веков сохраняли свою культуру и язык, а после Первой мировой войны выступили против передачи их земель Австрийской республике.
Численность словаков в комитате была крайне незначительной и не превышала 800 человек (около 0,8 % жителей Мошона). В религиозном отношении население комитата относилось, по преимуществу, к Римско-католической церкви (87,5 %). Кроме того среди немецких жителей существовала достаточно заметная прослойка лютеран (чуть более 10 % населения комитата). Евреи в Мошоне составляли около 2 % жителей.

## Административное деление

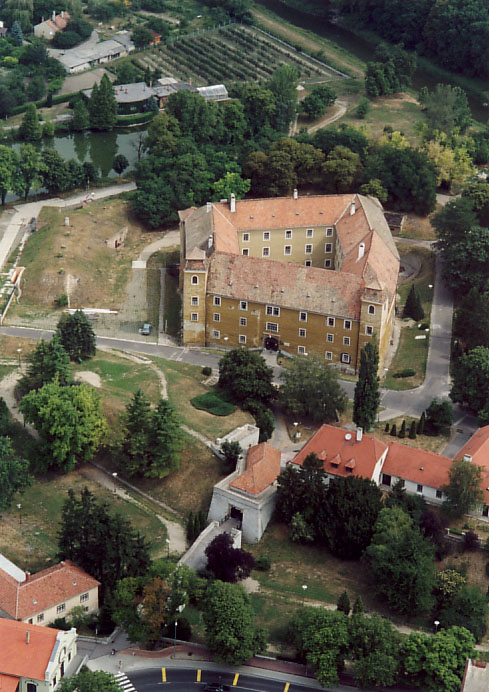
Мошонский замок

В начале XX века в состав комитата входили следующие округа:
| Округа     | Округа                   |
| Округ      | Адм. центр               |
| ---------- | ------------------------ |
| Мадьяровар | Мадьяровар               |
| Нежидер    | Нежидер (Нойзидль-ам-Зе) |
| Райка      | Райка                    |